# Percina tanasi
Percina tanasi är en fiskart som beskrevs av Etnier, 1976. Percina tanasi ingår i släktet Percina och familjen abborrfiskar. IUCN kategoriserar arten globalt som sårbar. Inga underarter finns listade i Catalogue of Life.